# Tibetan spaniel
Originario del Tibet, il Tibetan Spaniel è un piccolo e allegro cane da compagnia.

## Caratteristiche fisiche
La lunghezza del corpo è leggermente superiore all'altezza al garrese. La testa è piccola con stop leggero, ma definito. Il muso, di lunghezza media, è smussato e pieno, con mento profondo e largo; il tartufo è nero.
Gli occhi sono ovali e di color marrone scuro; le orecchie, attaccate alte, sono di media misura, pendenti e ricchi di frange.
Il pelo è fatto di un mantello di copertura di tessitura serica, liscio sul muso e sulla parte anteriore degli 
arti, di moderata lunghezza sul corpo, ma piuttosto piatto. Il collo è ricoperto da una criniera o 
uno “scialle” di pelo più lungo, più pronunciato nei maschi che nelle femmine.
Tutti i colori e le combinazioni di colori sono ammessi in questa razza.
La coda è inserita alta e portata arricciata o sul dorso in movimento. 

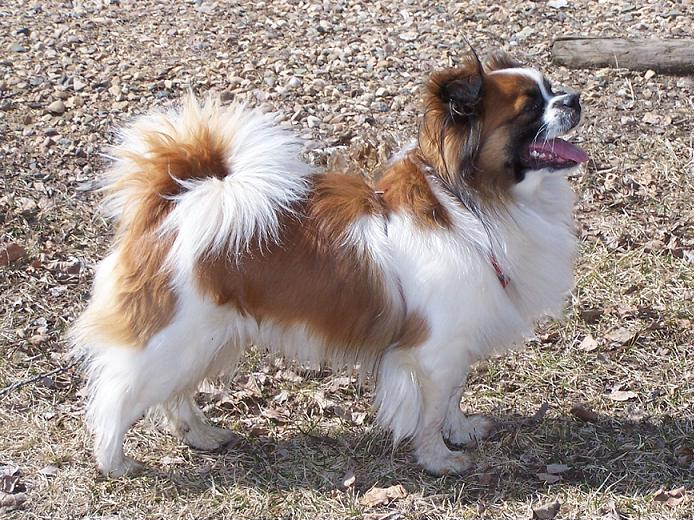
Un bell'esemplare di Tibetan Spaniel.

## Temperamento
Il Tibetan Spaniel è un cane attivo, sveglio, allegro, sicuro di sé, molto intelligente, indipendente e riservato con gli estranei. Adatto a vivere in appartamento.